# Арман де Бурбон
Арман де Бурбон (фр. Armand de Bourbon-Conti; 11 жовтня 1629 — 21 листопада 1666) — французький принц крові з династії Бурбонів, 1-ий принц де Конті (1629—1666).

## Біографія
Молодший (другий) син Генріха II Бурбона (1588—1646), 3-го принца де Конде, і Шарлотти Маргарити де Монморансі (1594—1650), молодший брат принца Людовика II Бурбон-Конде.
Арман де Бурбон відмовився від духовної кар'єри, з якої почав свою діяльність, і взяв участь у повстаннях Фронди, спочатку проти принца Конде і двору, а потім проти двору разом з Конде. У 1650 його заарештували разом з братом і тільки 1651 року він вийшов на свободу. Міжусобна війна, яка спалахнула знову захопила спочатку і принца Конті, але він незабаром примирився з двором і в 1654 році одружився з племінницею кардинала Мазаріні Ганною Марією Мартіноцці (1639—1672).

## Діти
- Луї Арман  (1661-1685), 2-й принц де Конті
- Франсуа Луї(1664-1709), 3-й принц де Конті